# Balla Margit
Balla Margit (Budapest, 1947. február 14. –) magyar festő, grafikus, rendező, díszlet- és jelmeztervező.

## Életpályája
Szülei: Balla János és Házlinger Margit. 1969–1974 között az Iparművészeti Főiskola hallgatója volt, ahol Balogh István, Finta József és Konecsni György oktatta. 1972 óta kiállító művész. 1974-től reklámgrafikával foglalkozott. 1982-ben kilenc hónapos ösztöndíjjal a worpswedei művésztelepen dolgozott. 1984-ben három hónapot a Római Magyar Akadémián töltött. 1988-tól kiállítása nagy részét fára festett olajképek képezték. 1991 óta a Lauder Javne Zsidó Közösségi Iskola vizuális kultúra tanára. 2000 óta a Budapest Bábszínház tervezője.
Főleg plakátokat készített, majd könyvillusztrációkat, később egyre inkább képgrafikával (rézkarccal) foglalkozott.

## Magánélete
1978-1981 között Gáli József író, műfordító, majd Kézdy György színművész volt a férje.

## Színházi munkái
A Színházi Adattárban regisztrált bemutatóinak száma: szerzőként: 3; rendezőként: 3; bábtervezőként: 8; díszlettervetőként: 24; jelmeztervezőként: 9.
| - Retemetesz (2002) - Hamupipőke Velencében (2003) - Max és Móric (2006) - Ende: Ármányos puncs-pancs (1993) - Madách-Szilágyi: Az ember tragédiája (1999) - Filó Vera: Rob és Tot pont még nevet egyet (2001) - Vajda Gergely: A Gólem (2002) - Balla Margit: Hamupipőke Velencében (2003) - Balla Margit: Max és Móric (2006) - Urbán Gyula: Sampucli, az irigy perselymalac (2006) - Handel: Rinaldo (2007) | (J)=jelmeztervező - Szilágyi Andor: A rettenetes anya avagy, a Madarak Élete (1990) (J) - Melis László: Kleist meghal (1994) (J) - Genet: Cselédek (1996) - Serreau: Nézd meg, ki az! (1996) (J) - William Shakespeare: A makrancos hölgy (1998) - Madách-Szilágyi: Az ember tragédiája (1999) - Filó Vera: Rob és Tot pont még nevet egyet (2001) (J) - Lázár Ervin: Retemetesz (2002) - Vajda Gergely: A Gólem (2002) - Bródy Sándor: A szerető (2002) - Huszka Jenő: Lili bárónő (2002) - Vajda Gergely: Az óriáscsecsemő (2002) - Dumas: A kaméliás hölgy (2002) - Pirandello: Hat szereplő szerzőt keres (2003) - Balla Margit: Hamupipőke Velencében (2003) (J) - Ödön von Horváth: Történetek a bécsi erdőből (2004) - Balla Margit: Max és Móric (2006) (J) - Urbán Gyula: Sampucli, az irigy perselymalac avagy az árva nagyanyó (2006, 2010) (J) - Handel: Rinaldo (2007) - Sullivan: Kalózkaland (2009) - Lázár Ervin: Berzsián és Dideki (2009) |

## Kiállításai
| - 1975 Budapest (Felvidéki Andrással és Helényi Tiborral) - 1977, 1979, 1981 Köln - 1978, 1982 Hamburg - 1979 Szeged - 1980 Bécs, München, Kecskemét, Amszterdam - 1981 Budapest, Düsseldorf - 1983, 1988, 1993, 1995 Budapest - 1989 Miskolc - 1990 Jeruzsálem - 1992 Helsinki | - 1972, 1974 Varsó - 1973, 1980 Miskolc - 1975, 1979-1984, 1986-1988 Budapest - 1978 Szeged, Firenze - 1979 Tihany - 1982 London - 1986 Salgótarján - 1987 München - 1989 Székesfehérvár |

## Művei
| - A másik oldal - Alef - Az alvajáró románca 2 - Bataille - Csoda Milánóban - Galamb - Marseilles - Mindennapi kenyerünk - O története I.-II. - Őrangyal - Titok - Üzenet - Vacsora négyesben - Végállomás | - A bölcs - A csodálatos tűzszerszám - A figurák elhagyják a kárpitot - A rút kiskacsa - A túlsó part - Arc - Az alvajáró románca II.-III. - Barokk kert I.-II. - Diótörő - Félhold - Gettó - Kert - Kocsma - Mese - Pályaudvar - Szem - Szerelem - Színház I.-II. - Tanácstalan - Zene |

## Díjai
- a tihanyi Kisgrafikai Biennálé díja (1979)
- Az év legjobb plakátja-díj (1980)